# Gunnar Johansson (arkitekt)
Josef Gunnar Emanuel Johansson, född 22 mars 1896 i Liareds församling, Skaraborgs län, död 14 november 1984 i Ulricehamn, Älvsborgs län
, var en svensk arkitekt.

## Biografi
Gunnar Johansson var son till byggmästaren Gustaf Emil Johansson och Nanny Svensson. Han genomgick Katrineholms tekniska skola 1921. Därpå följde praktik på arkitektkontor på flera platser i landet 1922-23. Från 1924 verkade han själv egen arkitekt, framförallt i Ulricehamn. I Ulricehamns stads "Kulturmiljövårdsprogram 2002" redovisas 24 nybyggda hus och tre ombyggnadsprojekt i tätorten, ritade av Gunnar Johansson mellan 1928 och 1961. Framför allt rör det sig om villor i funkisstil under åren 1934–1950.
Av ombyggnadsprojekt utanför Ulricehamn kan nämnas en ombyggnad av 1800-talsgården Röhsska huset vid Hamngatsbacken i Hjo 1933, bland annat med förändringar av fasaden.
Han tillhörde Ulricehamns hantverks- och industriförenings styrelse under många år, och stod bakom ett flertal mässor och utställningar i staden.

## Bilder

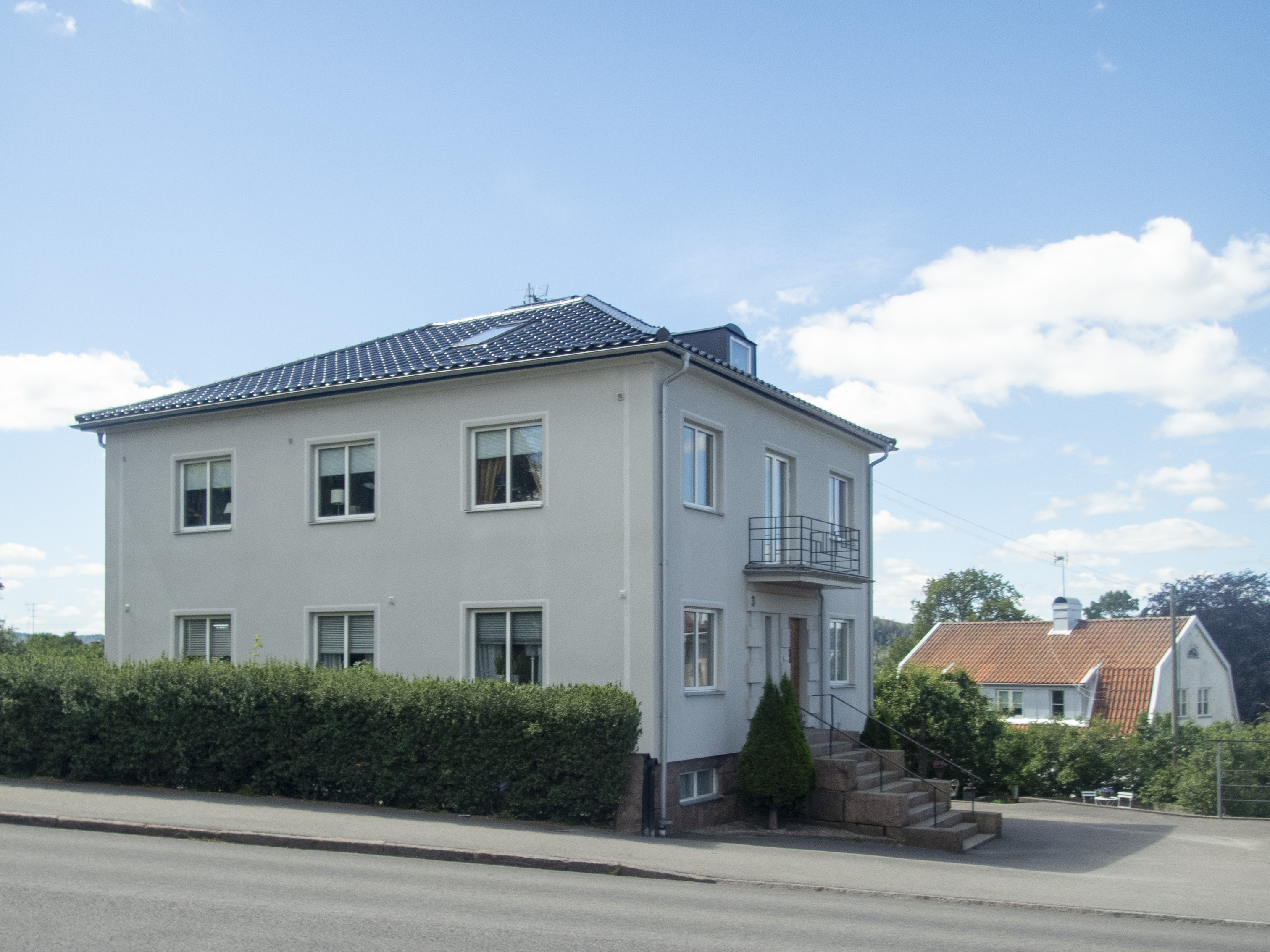
Vakteln 3, Ulricehamn
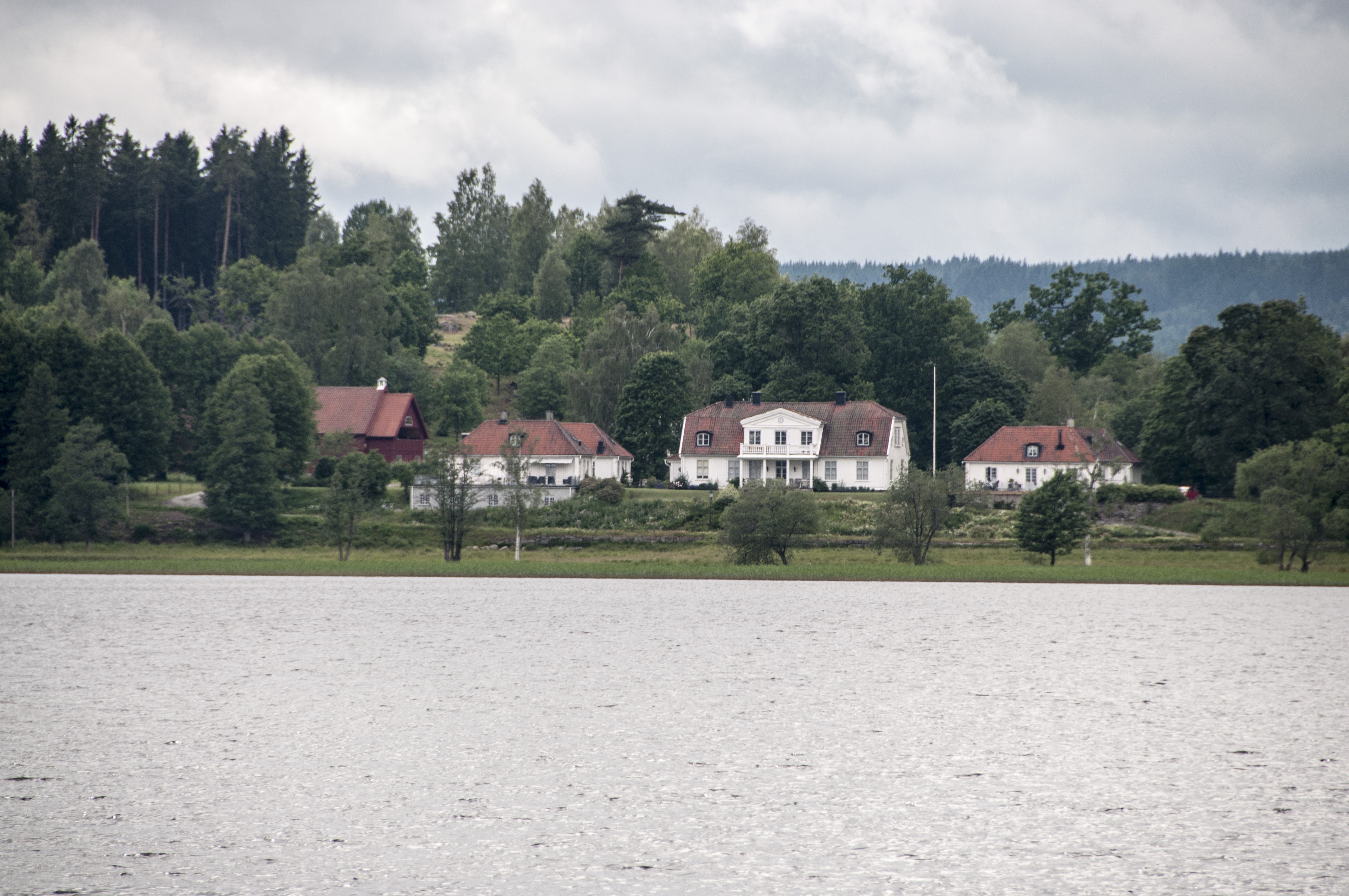
Brunnsnäs Säteri vid sjön Åsunden utanför Ulricehamn. De norra flyglarna byggdes om 1974 och 1978 efter ritningar av Gunnar Johansson.
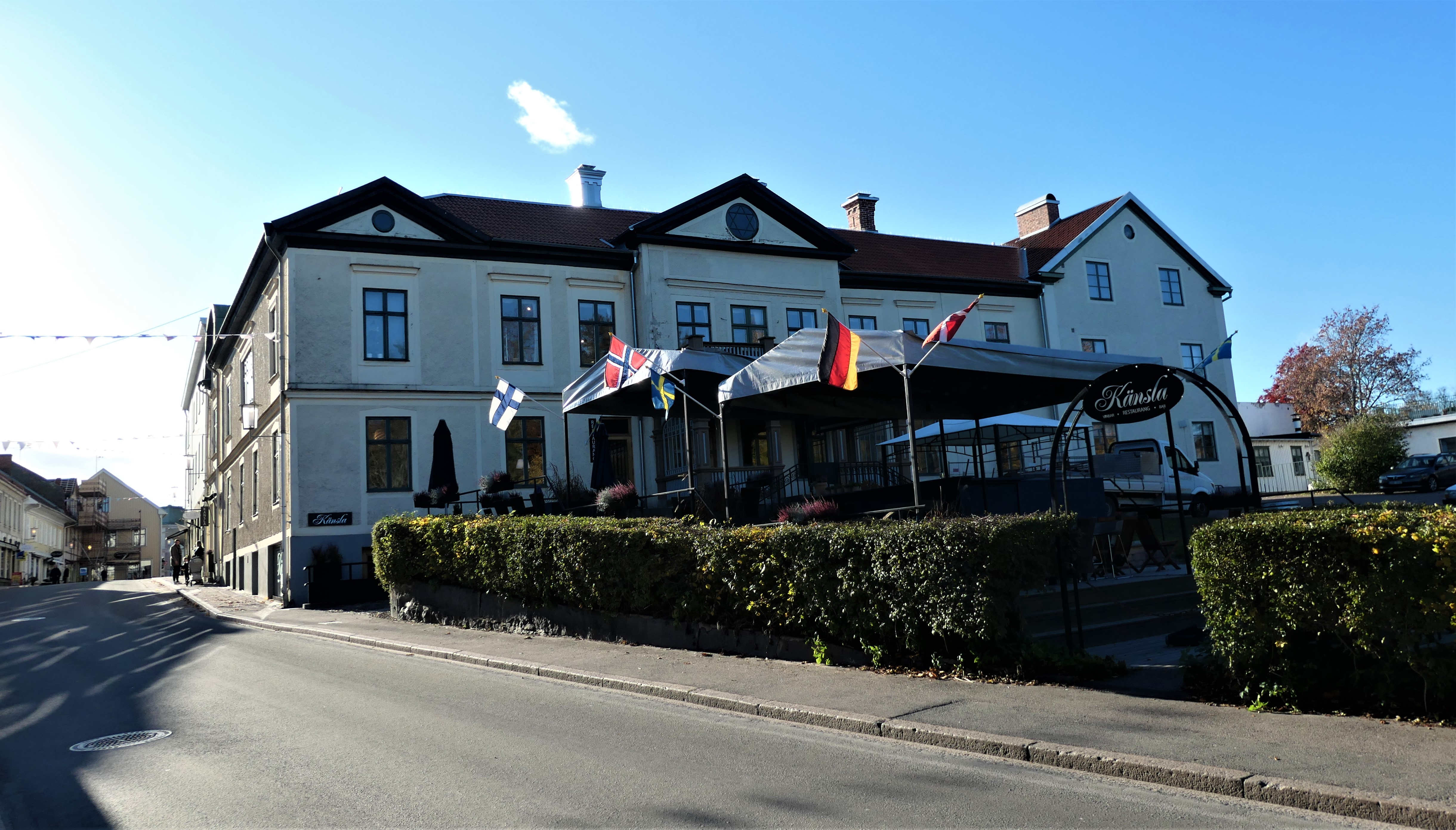
Röhsska huset i Hjo byggdes om 1933 efter ritningar av Gunnar Johansson